# The Deep & The Dark
Albums de Visions of Atlantis
Ethera
(2013) Wanderers
(2019)
Singles
Return to Lemuria (2018)
The Deep & The Dark (2018)
The Deep & The Dark est le sixième album studio du groupe de metal symphonique autrichien Visions of Atlantis, sorti le 16 février 2018 en Europe. Il s'agit du premier album studio à présenter Clémentine Delauney et Siegfried Samer au chant. 

## Accueil
L'album a reçu des critiques plutôt positives. Metalfan.nl lui donne 80 points sur 100, trouvant l'album "un disque de métal solide montrant les côtés les plus forts de Visions Of Atlantis". Louderthanwords.eu appelle l'album "un bel album pour rêver, avec le désir de partir à l'aventure, à la recherche de trésors cachés et d'îles englouties", donnant à l'album 8,5 sur 10. Travis Green de myglobalmind.com déclare "J'étais enthousiasmé par The Deep & The Dark quand j'ai vu qui étaient les deux chanteurs, mais je ne m'attendais pas à ce que tout se passe aussi bien que ça! Visions of Atlantis a enfin atteint son plein potentiel, livrant de loin son meilleur album à ce jour! ", il lui donne un 9,5 sur 10.   
L'album est nommé au Amadeus Austrian Music Awards dans la catégorie Hard Rock & Heavy metal. 

## Pistes
Les paroles sont de Clémentine Delauney et Siegfried Samer sauf  pour les titres « The Book of Nature », « The Last Home » et « Prayer to the Lost » qui ont été écrits uniquement par Clémentine Delauney. Toutes les musiques sont de Frank Pitters sauf "Prayer to the Lost" composés par Clémentine Delauney. Tous les arrangements sont de Frank Pitters. Toutes les parties vocales sont de Frank Pitters sauf sur « The Book of Nature », « The Last Home » et « Prayer to the Lost » de Clémentine Delauney. 
| No  | Titre               | Durée |
| --- | ------------------- | ----- |
| 1.  | The Deep & The Dark | 4:07  |
| 2.  | Return to Lemuria   | 4:09  |
| 3.  | Ritual Night        | 3:58  |
| 4.  | The Silent Mutiny   | 3:45  |
| 5.  | Book of Nature      | 5:21  |
| 6.  | The Last Home       | 4:14  |
| 7.  | The Grand Illusion  | 3:42  |
| 8.  | Dead Reckoning      | 3:52  |
| 9.  | Words of War        | 3:39  |
| 10. | Prayer to the Lost  | 4:10  |

## Membres
Membres du groupe
- Clémentine Delauney - chant principal, chœurs
- Siegfried Samer - chant principal, chœurs
- Christian Douscha - guitares
- Herbert Glos - guitares basses
- Thomas Caser - batterie

Musiciens invités
- Anton Konrath - voix chamaniques, percussions supplémentaires
- Frank Pitters - claviers, chœurs
- Mike Koren - guitares basses sur l'album

Production
- Anton Konrath - ingénieur
- Dominique Sébastien - ingénieur
- Frank Pitters - producteur, ingénieur, mixage
- Mika Jussila - mastering

## Classements
| Graphique                                | Meilleur position |
| ---------------------------------------- | ----------------- |
| Graphique des albums suisses             | 94                |
| Albums officiels du top rock britannique | 39                |